# Fabryczne (obwód ługański)
Fabryczne (ukr. Фабричне) – osiedle na Ukrainie, w obwodzie ługańskim, w faktycznie niefunkcjonującym rejonie ługańskim, od 2014 pod kontrolą marionetkowej, uzależnionej od Rosji Ługańskiej Republiki Ludowej. W 2001 liczyło 1507 mieszkańców, spośród których 515 wskazało jako ojczysty język ukraiński, 991 rosyjski, a 1 węgierski.